# Ирландско-турецкие отношения
Дипломатические отношения между Республикой Ирландия и Турецкой Республикой были установлены в 1972 году. Посольство Ирландии в Анкаре было открыто в 1998 году. Турция имеет посольство в Дублине с 1973 года. Обе страны являются полноправными членами Совета Европы,  Организации экономического сотрудничества и развития (ОЭСР), обе находятся в Союзе для Средиземноморья и являются членами Всемирной торговой Организации (ВТО). Также Ирландия является членом Европейского союза, в то время как Турция является кандидатом на вступления в эту организацию.

## История
Во время Картофельного голода в Ирландии 1840-х годов, османский султан Абдул-Меджид I пожертвовал £1000 в помощь голодающим. Письмо благодарности написанное ирландцами султану хранится в Османских архивах.
Согласно легенде, султан поначалу хотел отправить £10 000, но британские дипломаты, или его собственные министры, отговорили его от этого, чтобы он не пожертвовал больше, чем королева Виктория, которая пожертвовала £2000. Он также распорядился, чтобы было отправлено три или пять лодок, наполненных пищей. Британская администрация всячески пыталась блокировать эти корабли, но по местным традициям пища была доставлена тайно в порт Дроэда, где была оставлена османскими моряками. Записей о доставке в порт не сохранилось. Газеты утверждали, что в мае 1847 года корабли плыли вверх по реке Бойн из Салоников в Османской империи, однако газета также утверждала, что на тот момент эта река высохла. В 1995 году ратуша Дроэда установила памятную табличку. В 2012 году было анонсировано о снятии фильма на эту тему. Роли должны исполнить Колин Фаррелл и несколько турецких звёзд.
Первое утверждение о том, что султан хотел пожертвовать £10 000 появляется в "Жизни Тейлора и Маккея и времена сэра Роберта Пила" (1851), однако книга не ссылается на первоначальный источник. Второй источник датируется 1894 годом и он представляется более правдивым: ирландский националист Уильям Дж. О'Нэйл утверждал, что слышал от врача лечившего сына султана, о том, что "султан намеревался дать голодающей Ирландии £10 000, но его остановил британский посол, лорд Коулэй, заявивший, что Её Величество  выделившая сумму в £2000, придёт в ярость узнав о том, что иностранное государство выделило большую сумму.

### Безвизовая программа
В рамках безвизового режима, утверждённого в июле 2011 года, граждане Турции (наряду с 17 странами) кто имеет действительную визы "C" в Великобритании (включая электронный отказ в визе, а также исключая "Посетителя в транзите", "Посетителя с целью вступить в брак или гражданское партнёрство") и кто является утверждённым мигрантом в Великобритании может посещать Ирландию с визой на 90 дней (или до тех пор пока, текущий въезд/выезд не установлен в меньшем сроке в Великобритании).